# Zygmunt Komorowski
Zygmunt Leon Komorowski (ur. 11 kwietnia 1925 w Kowaliszkach, zm. 27 września 1992) – polski afrykanista, socjolog, antropolog, profesor, dyplomata, żołnierz Armii Krajowej i następnie Wojska Polskiego (ludowego), poeta.

## Życiorys
Pochodził z rodziny ziemiańskiej. Był synem właściciela majątku Kowaliszki hrabiego Juliusza Komorowskiego z gałęzi litewskiej i jego żony Magdaleny z Górskich. Ukończył studia prawnicze na Uniwersytecie Poznańskim.
Podczas II wojny światowej działał w konspiracji (od 1939). Od jesieni 1943 walczył jako partyzant w 3 i 6 Brygadzie Armii Krajowej pod pseudonimem „Cor”. Później służył w 12 Kołobrzeskim Pułku Piechoty Ludowego Wojska Polskiego, kończąc wojnę w stopniu podporucznika pod Dreznem. W styczniu 1976 podpisał list protestacyjny do Komisji Nadzwyczajnej Sejmu PRL przeciwko zmianom w Konstytucji Polskiej Rzeczypospolitej Ludowej.
Po wojnie był pracownikiem naukowym Uniwersytetu Warszawskiego, m.in. od 1975 wicedyrektor Instytutu Krajów Rozwijających Się. Specjalizował się w socjologii i antropologii kulturowej Afryki. Wykładał na uczelniach w Oranie i Nicei w latach 1980–1984.
W latach 1991–1992 pełnił funkcję ambasadora RP w Bukareszcie. Zmarł w trakcie kadencji.
Został pochowany na cmentarzu Powązkowskim w Warszawie (kwatera II, rząd 2, miejsce 22, 23).

### Rodzina

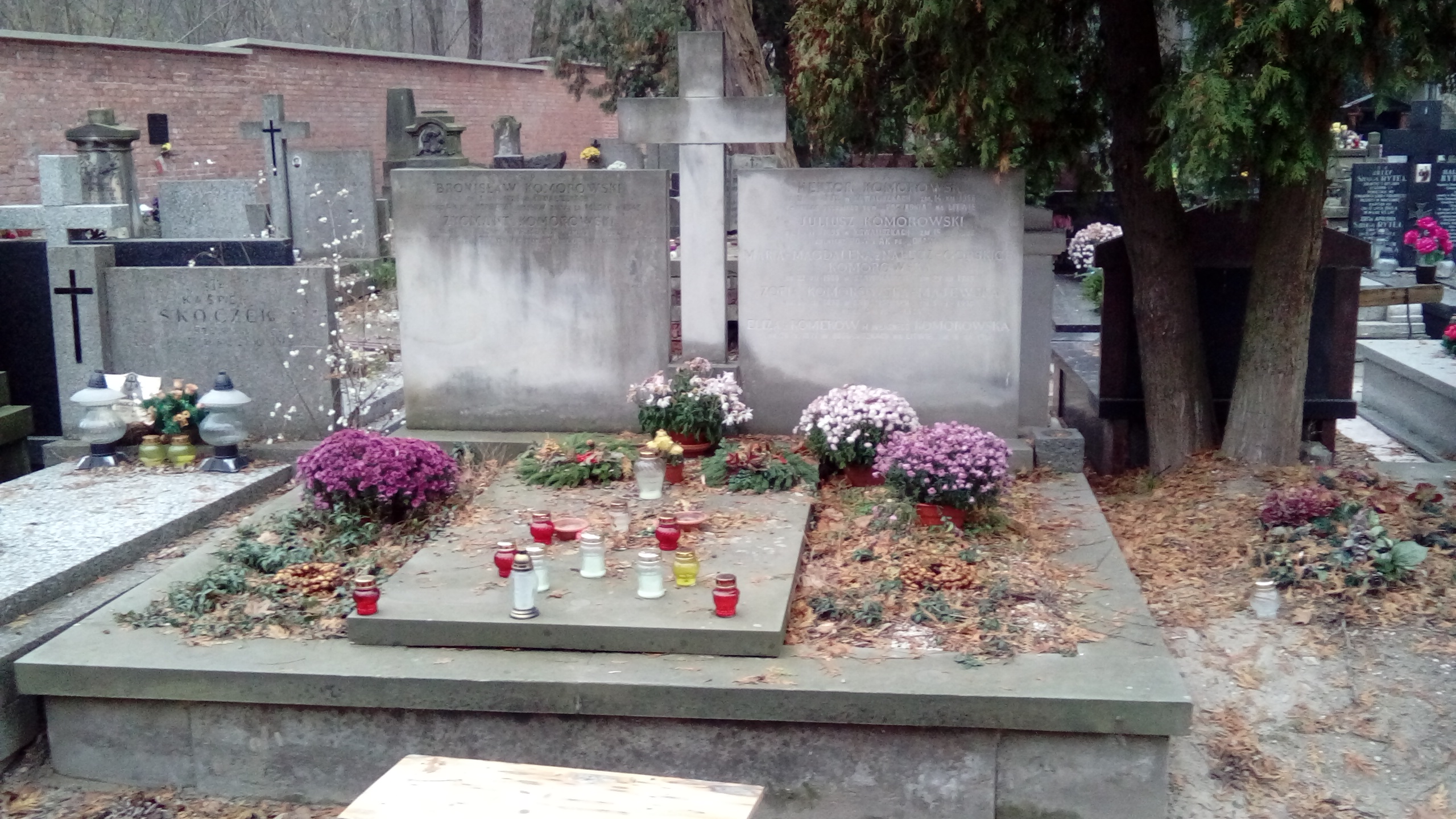
Grób Zygmunta Komorowskiego na cmentarzu Powązkowskim

29 września 1946 r. w Łodzi poślubił Jadwigę Szałkowską (ur. 1921. zm. 2025), córkę Antoniego i Czesławy z Zielińskich. Mieli trójkę dzieci, w tym jednego syna, późniejszego Prezydenta Rzeczypospolitej Polskiej Bronisława Komorowskiego.
| 4. Zygmunt Leopold Piotr hrabia Komorowski h. Korczak (1865–1920) (właściciel dóbr Kowaliszki na Litwie; potwierdzenie tytułu hr. uzyskane 23 stycznia 1894 r.) |  |                                                     |  |  |                            |
| |  | 2. Juliusz hrabia Komorowski h. Korczak (1893–1982) |  |  |                            |
| 5. Eliza Irena z Römerów h. Romer (1871–1961) |  |                                                     |  |  |                            |
| |  |                                                     |  |  | 1. Zygmunt Leon Komorowski |
| 6. Tomasz Górski h. Nałęcz (1869–1940) |  |                                                     |  |  |                            |
| |  | 3. Magdalena z Górskich h. Nałęcz (1900–1989)       |  |  |                            |
| 7. Anna z Górskich h. Nałęcz (1879–1959) |  |                                                     |  |  |                            |
| |  |                                                     |  |  |                            |

## Publikacje
- Kultura i oświata w Senegalu. Przykład systemu szkolnego krajów francuskojęzycznych (1968)
- Struktura i rozwój szkolnictwa wyższego we Francji (1968)
- Szkolnictwo w kulturach Afryki. Tradycje wychowawcze oraz współczesne szkolnictwo Afryki Zachodniej i Maghrebu (1973)
- Tradycje i współczesność Afryki Zachodniej. Wstęp do antropologii kulturowej regionu (1973)
- Wśród legend i prawd Afryki (1974)
- Afryka Zachodnia (wraz z Aleksandrem Kawalcem, 1977)
- Senegal – kształtowanie się jedności i niepodległości (1977)
- Wprowadzenie do socjologii Afryki dla studiów podyplomowych (1978)
- Ludy Afryki. Przegląd regionalny (wraz z Bożenną Hanczką-Wrzosek i Adamem Rybińskim, 1985)
- Kultury Maghrebu. Dzieje i grupy etniczne (1989)
- Rzeczpospolita w środku Europy (1993)
- Kultury Czarnej Afryki (1994)